# Тавдинская минеральная вода
Тавдинская минеральная вода — йодо-бромная хлоридно-натриевая минеральная вода, добываемая в Тавдинском районе Свердловской области России.

## История добычи
Вода впервые получена 5 июля 1959 года из разведочной скважины на нефть глубокого бурения вблизи деревни Малая Пустынь (с глубины 1457 м). Температура при открытии 43 градуса по Цельсию. С 1961 применялась в бальнеологических целях в местной водолечебнице, а с весны 1994 ООО «Валта» на базе бывшего цеха безалкогольных напитков был налажен её промышленный разлив и продажа в уральском регионе. Качество тавдинской воды отмечено десятью золотыми и серебряными медалями, в том числе в Москве Всероссийским выставочным центром. В настоящее время выпуск Тавдинской минеральной воды приостановлен. На базе минерального источника сегодня развивается база отдыха «Родник».

## Бальнеотерапия или лечение тавдинской минеральной водой
По составу — йодо-бромная хлоридно-натриевая, по целебным свойствам сравнима со знаменитой «Боржоми», помогает при лечении заболеваний печени и желчевыводящих путей. Вода рекомендована также для лечения и профилактики следующих заболеваний:

#### Болезни системы кровообращения
ревматические пороки сердца, гипертоническая болезнь, ишемическая болезнь сердца, эссенциальная гипертония, кардиомиопатия, болезни периферических артерий и вен.

#### Болезни нервной системы
Воспалительные болезни центральной нервной системы, цереброваскулярные болезни, функциональные болезни нервной системы, поражение отдельных нервов, нервных корешков и сплетений, полиневропатии, болезни нервно-мышечного синапса и мышц, последствия травм корешков, сплетений, нервных стволов, спинного и головного мозга, расстройства вегетативной нервной системы.

#### Болезни костно-мышечной системы
Артропатии — инфекционные, воспалительные остео-артрозы, системные поражения соединительной ткани, дорсопатии и спондилопатии, болезни мягких тканей, остеопатии и хондропатии.

#### Болезни эндокринной системы, расстройства питания и нарушение обмена веществ
сахарный диабет, ожирение алиментарное.

#### Болезни мочеполовой системы
болезни мужских половых органов, хронический простатит, орхит, воспалительные и не воспалительные болезни женских половых органов.

#### Болезни кожи
дерматит и экзема, папулосквамозные нарушения, крапивница, болезни придатков кожи, рубцы, кератозы.